# Zombie Panic! Source
Zombie Panic! Source è un videogioco di tipo sparatutto in prima persona multigiocatore, mod di Half-Life 2, pubblicato il 28 dicembre 2008 su Steam.

## Modalità di gioco
Zombie Panic! Source è un gioco freeware, che sfrutta i componenti del Source Engine e li applica in un gameplay del tipo survival horror, dove occorre tentare di difendersi, restando in gruppo, dagli zombie, impersonati da altri giocatori eliminati, entrati quando il round era già iniziato, o che semplicemente hanno preferito giocare come tali.
Esistono varie modalità di gioco:
- Nella modalità ZPS (Zombie Panic Survival) in genere i survivor si devono barricare in edifici e stanze con a loro disposizione molte armi ed equipaggiamento, tentando di resistere all'attacco degli zombie per un certo periodo di tempo oppure di ucciderli tutti. Una volta che un survivor è stato infettato o ucciso rimane zombie fino alla fine del round. Esempi popolari sono Church siege, Cabin o Bloody Winter.
- Nella modalità ZPO (Zombie Panic Objective) invece i survivor non possono uccidere tutti gli zombie, ma sono costretti a svolgere una serie di obbiettivi per, solitamente, fuggire dalla zona infestata. Anche qui uno zombie resta tale. Esempi popolari sono Harvest,  Redqueen o Biotec.

### Personaggi giocabili

#### Survivor
I survivor sono individui non infetti capaci di equipaggiarsi con armi, assi per barricate, giubbotti antiproiettile e munizioni a scapito di due fattori fondamentali alla sopravvivenza: la velocità e la resistenza.
È importante trovarsi sempre in una situazione di equilibrio tra capacità offensiva e velocità: restando leggeri si può fuggire facilmente agli zombie e anche a lungo, mentre più si è pesanti più si va lenti e si consuma resistenza. I survivor hanno una capacità speciale che risulta molto utile in situazioni estreme, il "Panico", con cui il giocatore si libera di qualsiasi cosa sia nell'inventario tranne ciò che si ha in mano, in più riceve una carica di adrenalina: i due fattori combinati permettono di correre molto più veloce e di sfuggire agli zombie.

#### Zombie
Gli zombie sono individui infetti incapaci di far altro che inseguire, colpire e uccidere i survivor: non possono equipaggiarsi, curarsi e quant'altro.
Uno zombie ha il doppio della salute di un survivor, si rigenera autonomamente, non può annegare o morire a causa di cadute (se non in particolari casi), ha un potente attacco corpo a corpo e può far uso di una visione molto acuta che rende più visibili le zone buie ed evidenzia i survivor sani di un forte rosso. In quanto all'abilità speciale, gli zombie possono attivare il cosiddetto "Feed-o-Meter", ovvero una sete di sangue che se consumata, aumenta considerevolmente la velocità; può essere accumulata colpendo o uccidendo i survivor.
Altra caratteristica molto importante è il Carrier, ovvero quello che si può definire zombie capo: ha il 250% di salute, è leggermente più forte degli altri zombie e ha una percentuale (stabilita dall'amministratore) di possibilità di infettare un survivor: quando ciò accade gli zombie vedono il giocatore non più rosso ma verde, questo si accorgerà di essere infetto dopo circa 30 secondi, inizierà a tossire, avere attimi di buio e disorientamento per poi perdere il senso dell'udito e non riuscire più a ricaricare, accendere la torcia o fare altri movimenti: l'inventario si svuota e diventa definitivamente infetto e quindi zombie.